# بدر بوحمد
بدر حمد خالد بوحمد، لاعب كرة قدم كويتي سابق، وهو ابن اللاعب السابق حمد بوحمد.
بدأ مسيرته الكروية مع الفريق الأول في نادي القادسية الكويتي في موسم 2007/2008، وسيتم تصعيده رسميا إلى الفريق الأول في موسم 2008/2009.